# Décès en 1918
Décès
- 1914
- 1915
- 1916
- 1917
- 1918
- 1919
- 1920
- 1921
- 1922

Cet article présente une liste de personnalités mortes au cours de l'année 1918.

Les mois de l'année font également l'objet de listes spécifiques :

## Décès par mois

### Date inconnue
- Antoine Jean Bail, peintre français (° 8 avril 1830).
- Giuseppe Boschetto, peintre italien (° 1841).
- Procida Bucalossi, compositeur anglais (° 1832).
- Henri Joseph Castaing, peintre français (° 1860).
- Nikolaï Kochelev, peintre russe (° 3 mai 1840).
- Franz Laskoff, caricaturiste, aquarelliste et affichiste français (° 19 juin 1869).
- Hasan Tahsin Pacha, officier supérieur de l'armée ottomane et haut fonctionnaire ottoman (° 1845).
- Vassili Perepliotchikov, peintre de paysages et graphiste russe (° 1863).

- 1918 ou 1922 :
  - Clovis Cazes, peintre français (° 28 octobre 1883).

### Janvier
- 3 janvier : Alexandre-Jacques Chantron, peintre français (° 28 janvier 1842).
- 7 janvier : Andreï Chingarev, homme politique russe (° 18 août 1869).
- 8 janvier : Paul Milliet, peintre décorateur, archéologue et écrivain français (° 6 mars 1844).
- 9 janvier : Émile Reynaud, inventeur du dessin animé (° 8 décembre 1844).
- 10 janvier :
  - Octave Gallian, peintre français (° 21 juillet 1855).
  - Konstantin Jirecek, slaviste et historien austro-hongrois (° 24 juillet 1854).
- 17 janvier : Louise Héritte-Viardot, compositrice, pianiste et cantatrice française (° 14 décembre 1841).
- 22 janvier : Gustav Schreck, compositeur et pédagogue allemand (° 8 septembre 1849).
- 26 janvier : Joseph Mégard, peintre et graveur suisse (° 16 novembre 1850).
- 28 janvier : John McCrae, médecin militaire et poète (° 30 novembre 1872).
- 31 janvier : Léon Houa, coureur cycliste belge (° 8 novembre 1867).

### Février
- 1er février : Francisco do Rego Barros Barreto, ingénieur et homme politique brésilien (° 23 décembre 1828).
- 2 février : Alphonse Lévy, peintre, illustrateur et caricaturiste français (° 8 janvier 1843).
- 6 février : Gustav Klimt, peintre autrichien (° 14 juillet 1862).
- 10 février : Abdülhamid II, sultan ottoman (1876-1909) (° 21 septembre 1842).
- 15 février : Pedro Marqués, compositeur espagnol (° 20 mai 1843).
- 16 février : Károly Khuen-Héderváry, homme politique hongrois (° 23 mai 1849).
- 22 février : Paul Chardin, peintre et illustrateur français (° 20 août 1833).
- 28 février : Nikolaï Doubovskoï, peintre de paysages russe (° 17 décembre 1859).
- ? février : Lascăr Vorel, peintre roumain d'origine tchèque (° 19 août 1879).

### Mars
- 1er mars :
  - Harlan Carey Brewster, homme politique canadien (° 10 novembre 1870).
  - Emil Sjögren, compositeur suédois (° 16 juin 1853).
- 6 mars : John Redmond, homme politique britannique (irlandais) (° 1er septembre 1856).
- 13 mars : Reginald Pridmore, joueur britannique de hockey sur gazon (° 29 avril 1886).
- 15 mars : Lili Boulanger, compositrice française (° 21 août 1893).
- 21 mars :
  - Jules Covin, as de l'aviation française de la Première Guerre mondiale (° 19 octobre 1895).
  - Paul Roux, peintre, aquarelliste et graveur français (° 8 septembre 1851).
- 23 mars : Théo Ysaÿe, compositeur et pianiste belge (° 2 mars 1865).
- 25 mars : Claude Debussy, compositeur français (° 22 août 1862).
- 26 mars : César Cui, compositeur russe (° 18 janvier 1835).
- 27 mars : Władysław Ślewiński, peintre polonais (° 1er juin 1856).

### Avril
- 1er avril :  Alexandre Rachmiel, peintre français (° 13 novembre 1835).
- 5 avril : Hermann Kalbfuss, historien, philosophe et dessinateur allemand (° 19 février 1887).
- 6 avril : Paolo Carcano, homme politique italien (° 24 janvier 1843).
- 16 avril : Marcel Lehuédé, sculpteur français (° 21 janvier 1886).
- 21 avril : Manfred von Richthofen, dit le Baron Rouge, as aérien allemand (° 2 mai 1892).
- 23 avril : Paul Sébillot, ethnologue français (° 6 février 1843).
- 24 avril : Louis Darragon, coureur cycliste français (° 6 février 1883).
- 26 avril : Jean Le Roy, poète français (° 28 novembre 1894).
- 28 avril : Gavrilo Princip, anarchiste serbe (° 13 juillet 1894).

### Mai
- 1er mai : Grove Karl Gilbert, géologue américain (° 6 mai 1843).
- 2 mai : Henri Kling, corniste et compositeur français (° 14 février 1842).
- 8 mai : Simon Hollósy, peintre hongrois (° 2 février 1857).
- 9 mai : Georges Strohl, maire de Kutzenhausen (Bas-Rhin) de 1906 à 1917 (° 8 juillet 1849).
- 17 mai : Gaston Brun, peintre français (° 2 janvier 1873).
- 18 mai : Toivo Kuula, compositeur et chef d'orchestre finlandais (° 7 juillet 1883).
- 19 mai :
  - Antoine Guillemet, peintre paysagiste français (° 30 juin 1843).
  - Ferdinand Hodler, peintre suisse (° 14 mars 1853).
- 22 mai :
  - Georges Sauvage, peintre, illustrateur et graveur français (°13 mars 1845).
  - Fritz Seitz, compositeur, violoniste et chef d'orchestre allemand (°12 juin 1848).
- 23 mai : Maxime Maufra, peintre, graveur et lithographe français (°17 mai 1861).
- 28 mai : Bernhard Wiegandt, peintre allemand (° 13 mai 1851).
- ? mai : Ali Aaltonen, homme politique et journaliste finlandais (° 2 août 1884).

### Juin
- 2 juin : Béla Baghy, juriste et homme politique hongrois (° 2 avril 1871).
- 6 juin : Juan Sala, peintre espagnol (° 1869).
- 9 juin : Joseph Kaeble, soldat canadien (° 5 mai 1892).
- 14 juin : Karl Raupp, peintre allemand (° 2 mars 1837).
- 19 juin : Francesco Baracca, as de l'aviation italien (° 9 mai 1888).
- 22 juin : Antoine-Marie Roucole, peintre français (° 6 juin 1848).
- 27 juin : André Gouirand, peintre, musicien et écrivain critique d'art français (° 30 mai 1855).

### Juillet
- 2 juillet : Zell-e Soltan, homme politique iranien (° 5 janvier 1850).
- 9 juillet :
  - Marie Duhem, peintre française (° 18 mars 1871).
  - Hans am Ende, peintre allemand (° 31 décembre 1864).
- 10 juillet : Henri Rieunier, amiral, ministre, député, pionnier de la Chine et du Japon (° 6 mars 1833).
- 11 juillet : Léon-Pamphile Le May, romancier, poète, conteur, traducteur, bibliothécaire et avocat québécois (° 5 janvier 1837).
- 17 juillet : Nicolas II de Russie et sa famille (° 18 mai 1868).
- 24 juillet : Charles Maurice Cabart-Danneville, homme politique français (° 24 juin 1846).
- 31 juillet : Émile Eisman Semenowsky, peintre français et polonais (° 19 septembre 1853).

### Août
- 2 août : Martin Krause, pianiste concertiste et compositeur allemand (° 17 juin 1853).
- 3 août : Albert Hahn, peintre, dessinateur, caricaturiste et affichiste néerlandais (° 17 mars 1877).
- 8 août : Michel Zévaco, écrivain français.
- 15 août : Heinrich Köselitz, compositeur allemand (° 10 janvier 1854).
- 18 août : Roger-Joseph Jourdain, peintre et illustrateur français (° 11 décembre 1845).
- 24 août : Henriette Moriamé, résistante française lors de la Première Guerre mondiale (° 22 mars 1881).
- 28 août : Louis Eugène Baille, peintre français (° 1860).
- 29 août : Juliette Dubufe-Wehrlé, peintre et sculptrice française (° 4 mars 1879).

### Septembre
- 6 septembre : Elizabeth Yates, femme politique néo-zélandaise (° dans les années 1840).
- 7 septembre : Émile de Lalieux de La Rocq, homme politique belge (° 25 novembre 1862).
- 9 septembre : Louis Abel-Truchet, peintre et affichiste français (° 29 décembre 1857).
- 11 septembre : Marius Guindon, peintre et sculpteur français (° 17 octobre 1831).
- 12 septembre : Francesc de Paula Sànchez i Cavagnach, compositeur catalan (° 1845).
- 20 septembre : Maria Teresa Dudzik, religieuse, fondatrice, vénérable (° 30 août 1860).
- 23 septembre : Matilde De Fassi, acrobate équestre italo-espagnole (° 13 février 1845).
- 28 septembre : Georg Simmel, philosophe et sociologue allemand (° 1er mars 1858).

### Octobre
- 2 octobre : Émile Moselly, écrivain régionaliste français, prix Goncourt 1907 (° 12 août 1870).
- 4 octobre : Clément Gontier, peintre français (° 15 mai 1876).
- 5 octobre : Roland Garros, pionnier de l'aviation français (° 6 octobre 1888).
- 6 octobre : Alfred Plauzeau, peintre français (° 13 mars 1875).
- 7 octobre : Raymond Duchamp-Villon, sculpteur français (° 5 novembre 1876).
- 8 octobre : Saturnino Herrán, peintre mexicain (° 9 juillet 1887).
- 15 octobre : Émile Lassailly, compositeur et chef d'orchestre français (° 20 décembre 1875).
- 16 octobre : Charles Gill, poète et professeur québécois (° 21 octobre 1871).
- 18 octobre : 
  - Pierre-Évariste Leblanc, lieutenant-gouverneur du Québec (° 10 août 1853).
  - Nicolas Rouszki, général russe fusillé par la Tcheka (° 18 mars 1854).
- 19 octobre : Joseph Jean Bougie, hockeyeur sur glace canadien (° 11 janvier 1886).
- 20 octobre : Joseph Boulnois, organiste et compositeur français (° 28 janvier 1884).
- 22 octobre : Georges Parent, coureur cycliste français (° 15 mai 1885).
- 23 octobre : John H. Collins, acteur, scénariste et réalisateur américain (° 31 décembre 1889).
- 24 octobre : Charles Lecocq, compositeur français d'opérettes, opéras-bouffes et opéras-comiques (° 3 juin 1832).
- 25 octobre : Amadeo de Souza-Cardoso, peintre portugais (° 14 novembre 1887).
- 26 octobre : César Ritz, hôtelier et entrepreneur suisse (° 23 juillet 1850).
- 28 octobre :
  - Arthur Alleyne Kingsley Doyle, capitaine, officier médical au 1st Hampshire Regiment (° 15 novembre 1892).
  - Michel Oreste, homme politique haïtien (° 8 avril 1859).
- 29 octobre :
  - Maria Gugelberg von Moos, botaniste et illustratrice botanique suisse (° 6 février 1836).
  - Rudolf Tobias, compositeur et organiste estonien (° 29 mai 1873).
- 31 octobre : Egon Schiele, peintre autrichien (° 12 juin 1890).

### Novembre
- 3 novembre : Alexandre Liapounov, mathématicien russe (° 6 juin 1857).
- 4 novembre : Andrew Dickson White, historien, homme politique, diplomate et professeur d’université américain (° 7 novembre 1832).
- 6 novembre : Wally Moes, peintre et écrivaine néerlandaise (° 16 octobre 1856).
- 7 novembre : Olga Rozanova, peintre et sculptrice russe (° 1886).
- 8 novembre : Vittorio Luigi Alfieri, homme politique italien (° 3 juillet 1863).
- 9 novembre : Guillaume Apollinaire, poète français (° 26 août 1880).
- 13 novembre : Alphonse-Alexis Morlot, peintre et lithographe français (° 27 septembre 1838).
- 15 novembre : Georges Antoine, compositeur belge (° 28 avril 1892).
- 20 novembre : 
  - Auguste Lepère, graveur, illustrateur et peintre français (° 30 novembre 1849).
  - Michel Luizet, astronome français (° 26 mars 1866).
- 22 novembre : Édouard Saunier, affichiste, dessinateur, illustrateur et peintre français (° 16 juin 1884).
- 25 novembre : Walter Craven, acteur américain (° vers 1863).
- 26 novembre : Henri Courselles-Dumont, peintre et graveur français (° 31 juillet 1856).
- 27 novembre : Bohumil Kubišta, peintre austro-hongrois puis tchécoslovaque (° 21 août 1884).
- ? novembre : Arthur Cravan : écrivain et boxeur d'origine britannique (° 22 mai 1887).

### Décembre
- 1er décembre : Félix de Vuillefroy-Cassini, artiste et entomologiste français (° 2 mars 1841).
- 2 décembre :
  - Louis Fidrit, peintre français (° 10 mai 1884).
  - Edmond Rostand, écrivain, dramaturge, poète et essayiste français (° 1er avril 1868).
- 7 décembre : Luigi Cavenaghi, peintre et restaurateur d'œuvres d'art italien (° 8 août 1844).
- 8 décembre : Daniel Burnand, peintre et illustrateur suisse (° 2 décembre 1888).
- 16 décembre : Proch Pertchevitch Prochian, homme politique russe (° 22 avril 1883).
- 17 décembre : André Bressin, peintre animalier français (° 1876).
- 22 décembre : Charles Edward Perugini, peintre anglais (° 1er septembre 1839).
- 23 décembre : Thérèse Schwartze, peintre de portraits hollandaise (° 20 décembre 1851).
- 24 décembre : Charles Alfred Le Moine, peintre français (° 24 mai 1872).
- 26 décembre :
  - Vassili Andreïev, musicien virtuose de la balalaïka, chef d'orchestre et compositeur russe puis soviétique (° 15 janvier 1861).
  - Adelsteen Normann, peintre paysagiste norvégien (° 1er mai 1848).
- 28 décembre : Federico Schianchi, peintre italien (° 6 octobre 1858).
- 30 décembre : Aroldo Bonzagni, peintre et illustrateur italien (° 24 septembre 1887).